# Ctenocalus maculipennis
Ctenocalus maculipennis là một loài tò vò trong họ Ichneumonidae.